# Camps del Casalot
Els Camps del Casalot és un camp de conreu del terme municipal de Monistrol de Calders, al Moianès.
Estan situats a prop i a llevant de la masia de Mussarra, en el Serrat de Mussarra, al capdamunt de les Costes de Mussarra i al nord-oest de la Pedrera de Mussarra.
En realitat, aquests camps són l'antiga quintana del desaparegut mas Alzina Martina, les restes del qual eren a ponent dels Camps del Casalot.